# Benjamín Menéndez
Benjamín Andrés Menéndez (n. San Martín de los Andes, 10 de noviembre de 1884- f. Buenos Aires, 2 de septiembre de 1975) fue un militar argentino que condujo el fallido golpe militar del 28 de septiembre de 1951 junto al brigadier Guillermo Zinny, el brigadier mayor Samuel Guaycochea y el capitán de navío Vicente Baroja, en intento de derrocar a Juan Domingo Perón. El levantamiento fue derrotado en pocas horas y Menéndez fue condenado a 15 años de prisión en tanto otros oficiales lo fueron a penas de hasta seis años de cárcel.

## Carrera
El biografiado ingresó al Colegio Militar de la Nación el 20 de marzo de 1901 contando con dieciséis años de edad. El 23 de noviembre de 1904, Menéndez egresó como alférez del arma de caballería, con orden de mérito 17 sobre un total de 29 cadetes egresados, de la promoción 28° de la mencionada academia de formación de oficiales militares. Fue compañero de promoción del también alférez de caballería Pedro Pablo Ramírez.
Posteriormente Benjamín Menéndez se formó como oficial de Estado Mayor.

### El golpe fallido de 1951
Dirigió el fallido golpe militar del 28 de septiembre de 1951, copando el Regimiento 8 de Caballería de Campo de Mayo con varios capitanes de caballería, pero quedó rápidamente dominado. Igual suerte corrió el sector sublevado de la Marina en Punta Indio del capitán de navío Vicente Baroja y el sector de Aeronáutica en El Palomar de los brigadieres Guillermo Zinny y Samuel Guaycochea. Se rindió en el Colegio Militar (vecino a la base aérea de El Palomar).
Tras el fallido golpe de 1951, el Consejo Supremo de las Fuerzas Armadas lo sentenció a quince años de prisión y a destitución el 5 de octubre de ese año por rebelión militar. Sin embargo después fue indultado y promovido al grado de general de división. Pasó a la situación de retiro en 1958, y se dedicó a asesorar a militares al respecto de las acciones a considerar tras el derrocamiento de Perón. En medio de las disputas entre Azules y Colorados, Menéndez tomó partido por los colorados, quienes lo tenían como fuente de consulta. En 1962 fue detenido por conspirar con los colorados.

## Fallecimiento
Se suicidó en 1975 a los 90 años de edad.

## Familia
Sus abuelos paternos fueron españoles radicados en Argentina durante la primera mitad del siglo XIX. Su padre, criollo, fue teniente coronel de la Guardia Nacional y participó en las campañas militares al Chaco. Su hermano también fue militar.
Benjamín Menéndez tuvo dos hijos, Rómulo Félix y Benjamín Menéndez, ambos militares, quienes alcanzaron el grado de coronel. El primero es, además, un reconocido historiador que ha publicado varios trabajos de historia militar, entre ellos, «Las conquistas territoriales argentinas», publicado por el Círculo Militar y «Un Soldado», la biografía de su padre. El viejo general Menéndez es tío de Luciano Benjamín Menéndez, exmilitar, que alcanzó la jerarquía de general de división, condenado a prisión perpetua en diciembre de 2009 al hallarlo responsable de crímenes de lesa humanidad. También es tío de Mario Benjamín Menéndez, quien alcanzó el grado de general de brigada y fue conocido por ser el gobernador militar de las Islas Malvinas, Georgias del Sur y Sandwich del Sur durante la guerra del Atlántico Sur.